# Arthur Collins
Arthur Francis Collins (Filadélfia, 7 de fevereiro de 1864 - Tice, 3 de agosto de 1933) foi um cantor popular americano que gravou varios duetos com Byron G. Harlan. Sua primeira canção foi gravada em 12 de janeiro de 1917 com o titulo That Funny Jas Band from Dixieland.

## Discografia

### 1899
- "I'd Leave My Happy Home For You"
- "All Coons Look Alike To Me"
- "I Guess I'll Have To Telegraph My Baby"
- "Kiss Me, Honey Do"
- "Mandy Lee"
- "Hello! Ma Baby"

### Década de 1900

#### 1900
- "My Sunflower Sue" with The Metropolitan Orchestra
- "You're Talking Rag Time"

#### 1901
- "Every Darky Had A Raglan On"
- "Ain't Dat a Shame"
- "I Dreams About You"

#### 1902
- "All Coons Look Alike To Me" (com. Vess L. Ossman)
- "Any Old Place I Can Hang My Hat Is Home Sweet Home To Me"
- "Bill Bailey Won't You Please Come Home"
- "Drill Ye Tarriers, Drill"
- "Helen Gonne"
- "Just Kiss Yourself Goodbye"

#### 1903
- "Any Rags?" (com Thomas S. Allen) - on Edison Records
- "Good-bye, Eliza Jane" (com Andrew B. Sterling m. Harry Von Tilzer) - Edison Records
- "I'm A Jonah Man" (com Alex Rogers) - Edison & Victor
- "I Wonder Why Bill Bailey Don't Come Home" (com Frank Fogerty, Matt C. Woodward & William Jerome) - Victor Records & Edison Records

#### 1904
- "The Preacher And The Bear"

#### 1905
- "Johnny Morgan"
- "Rufus Rastus Johnson Brown"
- "My Irish Molly O"
- "Nobody"
- "What You Going To Do When The Rent Come's 'Round"

#### 1906
- "Abraham Washington Jefferson Lee"
- "Bill Simmons"
- "Jessamine"
- "Pretty Desdamone"
- "Won't You Fondle Me"
- "When A Poor Relation Comes To Town"

#### 1907
- "Bake Dat Chicken Pie" (com Byron G. Harlan)
- "Whats The Use Of Knocking When A Man Is Down"
- "Dixie Dan"
- "Scissors to Grind"
- "Rag Babe"

#### 1908
- "The Meanest Man in Town"
- "I Think I See My Brother Coming Home"
- "Rag Babe"

#### 1909
- "Abraham Lincoln Jone's Or The Christening"
- "A Possum Supper At The Darktown Church"
- "Down At The Hiskin'Bee" (com. Byron G. Harlan)
- "Everybody's Picken' On Me"
- "Strawberries"
- "That's A Plenty"

### Década de 1910

#### 1910
- "Casey Jones" (com Byron G. Harlan)
- "Contribution Box"
- "Temptation Rag"

#### 1911
- "Play That Barbershop Chord"
- "Chicken Reel"
- "Railroad Rag"
- "Steamboat Bill"
- "The Barn Dance" (com Byron G. Harlan)

#### 1912
- "I'm Goin' Back to Dixie" (com Byron G. Harlan)
- "In Ragtime Land"
- "Rum Tum Tiddle"
- "Somebody Else Is Getting It"

#### 1913
- "Row! Row! Row!"
- "Minstrel"

#### 1914
- "Ragtime Dreams" (com Byron G. Harlan)
- "Aba Daba Honeymoon" (co-autoria com Walter Donovon, incluída no filme King of Jazz)

#### 1915
- "Auntie Skinner's Chicken Dinner" (com. Byron G. Harlan)
- "Cotton Blossom Time" (com. Byron G. Harlan)
- "Kentucky Home" (com. Byron G. Harlan)

#### 1916
- "The Kid Is Clever" (com. Byron G. Harlan)
- "Pretty Baby" (com Byron G. Harlan)
- "Emancipation Handicap" (com Byron G. Harlan)
- "Honest Injun" (com Byron G. Harlan)
- "Two Key Rag" (com Byron G. Harlan)
- "If You've Got a Little Bit"
- "That Funny Jas from Dixieland" (com Byron G. Harlan)
- "In Huneysuckle Time" (com Byron G. Harlan)
- "On the Hoko Moko Isle" (com Byron G. Harlan)
- "My Lovin' Lou" (com Byron G. Harlan)
- "*All Aboard for Chinatown" (com Byron G. Harlan)
- "Johnny Get A Girl" (com Byron G. Harlan)
- "When I'm a Sargent Man" (com Byron G. Harlan)
- "At the Old Plantation Ball" (com Byron G. Harlan)
- "I'm Savin' Up the Means to Get to New Orleans" (com Byron G. Harlan)

#### 1917
- "Oh Lady" (com Byron G. Harlan)
- "Buzzin' the Bee" (com Byron G. Harlan)
- "Everybody's Jazzin' It (com Byron G. Harlan)
- "Night Time in Little Italy" (com Byron G. Harlan)
- "They're Wearing 'em Higher in Hawaii" (com Byron G. Harlan)
- "Come Along to Caroline" (com Byron G. Harlan)
- "The Ghost of Saxophone" (com Byron G. Harlan)
- "Lily of the Valley" (com Byron G. Harlan)
- "Three Pickaninnies" (com Byron G. Harlan)
- "Mammy Blossom's possum Party (com Byron G. Harlan)

#### 1918
- "The Old Grey Mare" (com Byron G. Harlan)
- "Everybody's Crazy 'bout the Doggone Blues" (com Byron G. Harlan)
- "If You Saw All That I Saw in Arkansas" (com Byron G. Harlan)
- "Darktown Strutters' Ball" (com Byron G. Harlan)
- "Sweet n' Pretty" (com Byron G. Harlan)
- "I've Got Em'" (com Byron G. Harlan)
- "When Tony Goes Over The Top"
- "Down in the Jungle Land" (com Byron G. Harlan)
- "Everything is Hunky Dory" (com Byron G. Harlan)

#### 1919
- "On the Ozark Trail" (com Byron G. Harlan)
- "Climbing Up the Golden Stairs"
- "Sipping Cider Through a Straw" (com Byron G. Harlan)
- "Every Day's A Holiday in Dixie" (com Byron G. Harlan)
- "Suicide Blues"

### Década de 1920

#### 1920
- "The Argentines, the Portuguese and the Greeks"

#### 1922
- "Ham & Eggs" (com. Byron G. Harlan)
- "I Want a Jazzy Kiss" (com Byron G. Harlan)